# Provincia di Giresun
La provincia di Giresun (in turco Giresun ili) è una provincia della Turchia.

## Geografia antropica

### Suddivisioni amministrative

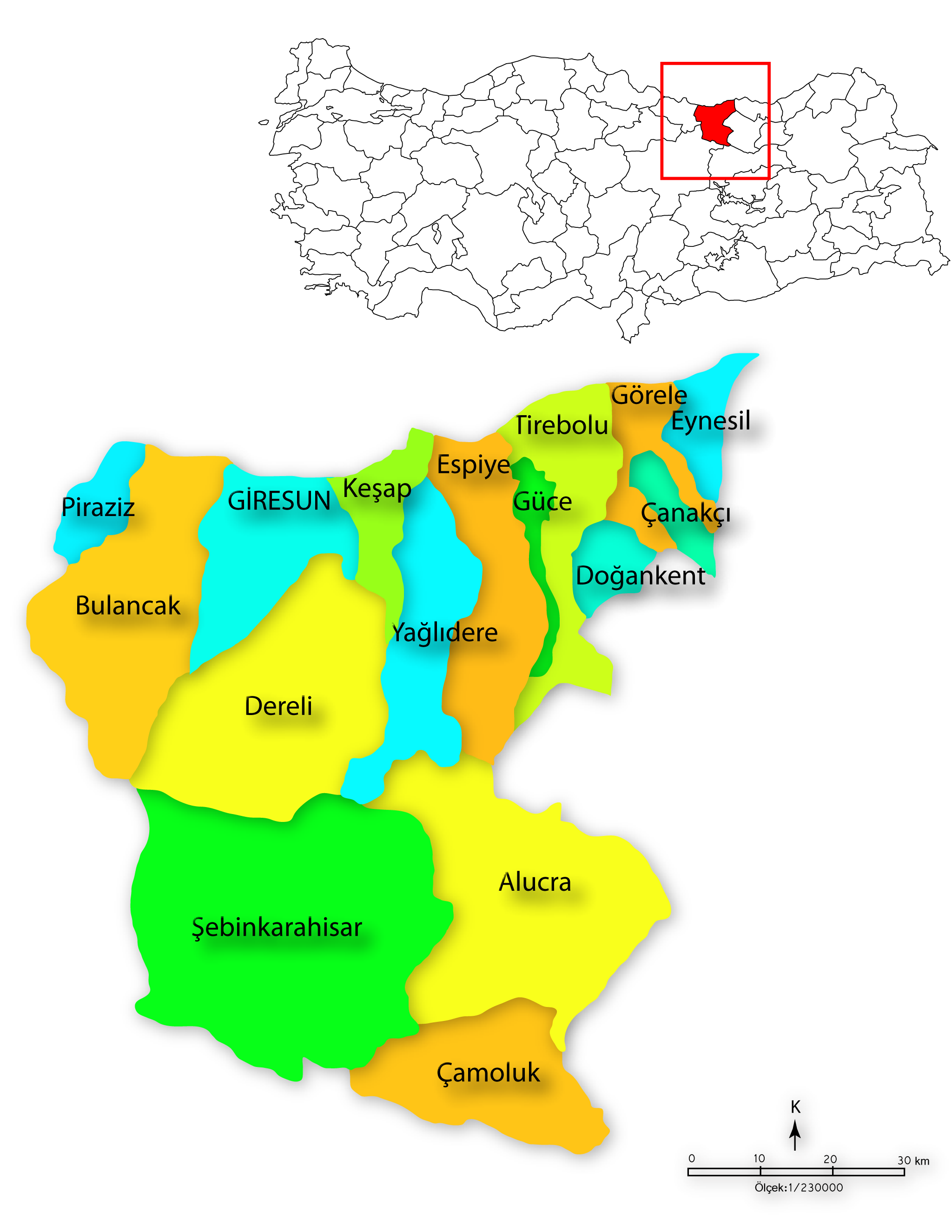
Distretti della provincia di Giresun

La provincia è divisa in 16 distretti:
| - Giresun (centro) - Alucra - Bulancak - Çamoluk - Çanakçı - Dereli - Doğankent - Espiye | - Eynesil - Görele - Güce - Keşap - Piraziz - Şebinkarahisar - Tirebolu - Yağlıdere |

Fanno parte della provincia 33 comuni e 549 villaggi.